# August Trautewein
August Trautewein (* 19. April 1860 in Quedlinburg; † 27. Dezember 1932 in Gernrode) war ein deutscher Politiker für die Sozialdemokratische Partei Deutschlands.
Der gelernte Schmied, der zeitweise in Wernigerode und Egeln lebte, erwarb 1887 in seiner Geburtsstadt das Bürgerrecht und wurde hier für die SPD aktiv. Er übernahm eine Gastwirtschaft und wechselte als Gastwirt 1901 in das anhaltische Gernrode, wo er bis 1913 ebenfalls eine Gastwirtschaft betrieb. In Gernrode war er kommunalpolitisch aktiv und war von 1918 bis 1932 Mitglied des Anhaltischen Landtags in Dessau.
1907 kandidierte er erfolglos für den Deutschen Reichstag.